# ゴスロリ処刑人
『ゴスロリ処刑人』（ - しょけいにん、Gothic & Lolita Psycho）は、2010年9月4日公開の日本映画。

## 概要
復讐の鬼と化したゴスロリファッションのヒロインが暴れまわる本格アクションと和製スプラッターが融合したスプラッターアクション映画。シアターN渋谷や京都みなみ会館での初日公開ほか全国7館で順次公開。監督は小原剛、主演は『平凡ポンチ』以来2年ぶりの主演となるグラビアアイドルの秋山莉奈。
タイトルにゴスロリと冠してはいるものの、厳密にはゴシックファッションに近い衣装デザインとなっている。2010年8月21日より井の頭公園・『JAP工房』ギャラリーで衣装展示イベントが開催された。
キャッチコピーは「もう限界――。」「少女はドレスをひるがえし 血の雨の中を進む 目に復讐の炎を燃やして」。

## ストーリー
近未来の東京。
少女・ユキは神父である父・次郎と、美しく優しい母・カヤコと共に幸せに暮らしていた。しかしユキの誕生日に、突然家へ押し入ってきた黒マントの謎の5人組に母を惨殺され、父も両足の自由を奪われてしまう。
何故母は殺され、ユキは生き残ったのか？
やがてその悲しみは怒りへと変わり、復讐の鬼と化したユキは漆黒のゴスロリドレスを身に纏い、父が開発した武器を仕込んだ黒傘・アンブレラウェポンを駆使して、母の死の真相を追い求めながら謎の暗殺集団を次々と血祭りに上げていく。
その中で、謎の集団はある目的のもとに暗躍していた事を知る。それはユキ自身の出生にも関わる秘密だった。

## キャスト
- ユキ 主要 な主人公 悪魔 - 秋山莉奈
- レディ・エル 2番目のアンタゴニスト - 桃瀬美咲
- 咲慧 - 佃井皆美
- 由利ゲラ夫 - 岡本正仁
- ナイトウォッチ - 白善哲
- カヤコ（ユキの母） - 中島史恵
- 嶋田 - 紅井ユキヒデ
- 嶋田の愛人 - 亜紗美
- マサト - 主な拮抗薬 青柳塁斗
- 次郎（ユキの父、神父） - 柳憂怜
- KAMIKAZE - アクロバットパフォーマンス集団・Team 2X
- 門番-安藤裕樹(安藤ヒロキオ)

## スタッフ
- 監督・編集・アクション総監督 - 小原剛
- 脚本 - 黒木久勝
- アクション監督 - 南辻史人
- 特殊造型監督 - 西村喜廣
- VFX監督 - 鹿角剛司
- 企画・原案 - 小原剛、白善哲、佐々木博之
- エグゼクティブプロデューサー - 男全修二、小原集、木村元子
- プロデューサー - 中島純、佐々木博之
- 撮影 - 伊東伸久
- 照明 - 守利賢一
- VE - 山形充
- 録音 - 中山寿範
- コスチュームデザイン - 高野裕子（JAP工房）
- 美術 - 山下修侍
- ヘアメイク - 富田貴代
- スタイリスト - 亀島潤子
- 特殊造形 - 奥山友太、石野大雅、中嶋歩（西村映造）
- 助監督 - 中里洋一
- 音楽監修 - Bloody Bad Romance
- 宣伝・配給協力 - ユナイテッドエンタテインメント
- 宣伝協力 - SPOTTED PRODUCTIONS
- 制作・配給 - DHE
- 製作 - 『ゴスロリ処刑人』製作委員会

## 主題歌
- ヴィドール『ゴシカロイド改』

2010年9月18日で活動休止するヴィジュアル系ロックバンドが、2006年の代表曲『ゴシカロイド』（シングル『SinAI〜右手のカッターと左手のドラッグと薬指の深い愛と〜』収録曲）に映画用の歌詞を書き下ろした。

## スピンオフムービー
『秋山莉奈のゴスロリぶらり旅』は、YouTubeおよびニコニコ動画で配信のスピンオフ動画。秋山莉奈が劇中のゴスロリ衣装で街中や山中をうろつくという本編とは無関係な内容になっている。
- 『暑いです、この衣装!』〜前篇〜（2010年8月30日配信）
- 『暑いです、この衣装!』〜中篇〜（2010年9月3日配信）
- 『暑いです、この衣装!』〜後篇〜（2010年9月16日配信）

## スピンオフ漫画
『ゴスロリユキちゃん』ブログ掲載のスピンオフ4コマ漫画。全20話。ほんわかとした内容。
登場キャラ
- ゴスロリ・ユキちゃん
- レディ・エルちゃん
- ラスボス・マサトくん
- ユキちゃんのお父さん
- 先生